# La corde est prête
Pour plus de détails, voir Fiche technique et Distribution.
La corde est prête (Star in the Dust) est un western américain réalisé par Charles F. Haas et sorti en 1956 aux États-Unis.

## Synopsis
Des fermiers et des éleveurs s'affrontent dans une petite ville américaine.

## Fiche technique
- Titre : La corde est prête
- Titre original : Star in the Dust
- Réalisation : Charles F. Haas
- Scénario : Oscar Brodney et Lee Leighton
- Production : Albert Zugsmith
- Société de production : United International Pictures
- Société de distribution : Universal Pictures
- Musique : Frank Skinner
- Photographie : John L. Russell
- Montage : Ray Snyder
- Directeur artistique : Alexander Golitzen et Alfred Sweeney
- Décors : John P. Austin et Russell A. Gausman
- Pays d'origine : États-Unis
- Format : Couleurs - 2,00:1 - Mono
- Genre : Western
- Durée : 80 minutes
- Pays de production :  États-Unis
- Langue originale : Anglais
- Dates de sortie : 
  - États-Unis : 13 juin 1956
  - France : 2 novembre 1957

## Distribution
- John Agar : Sheriff Bill Jorden
- Mamie Van Doren : Ellen Ballard
- Richard Boone : Sam Hall
- Coleen Gray : Nellie Mason
- Leif Erickson : George Ballard
- James Gleason : Orval Jones
- Randy Stuart : Nan Hogan
- Terry Gilkyson : Le musicien
- Paul Fix : Mike MacNamara
- Harry Morgan : Lew Hogan
- Stuart Randall : Jess Ryman
- Robert Osterloh : Rigdon
- Stanley Andrews : Ben Smith
- John Daheim : Jiggs Larribee
- Stafford Repp : Leo Roos
- Lewis Martin : Pasteur Harris
- Renny McEvoy : Timothy Brown
- Jess Kirkpatrick : Ed Pardee
- James Parnell : Marv Tremain
- Anthony Jochim : Docteur Quinn
- George D. Wallace (non crédité) : Joe
- Clint Eastwood (non crédité) : Tom

## Autour du film
Clint Eastwood fait une briève apparition dans ce film, non créditée.